# Fangoria Films
Fangoria Films este o companie de producție și distribuție a filmului, cu sediul în New York City, New York. Este o filială a Fangoria Entertainment, care cuprinde diverse produse Fangoria ale  Starlog.
Fangoria Films a fost fondată în 1990 cu scopul de a finanța un film de lung metraj pe an. Primul film a fost Mindwarp, cu Bruce Campbell, Angus Scrimm și Marta Martin. Apoi au creat  filmele Children of the Night (Copiii întunericului) în 1991 și Severed Ties în 1992 înainte de încetarea producției.
În 1996, Fangoria Films a reapărut ca o companie de distribuție, folosindu-și uneori eticheta "Gore Zone", pentru a lansa mai multe filme de groază cu buget redus în următorii zece ani. În 2004/2005, Fangoria Films a produs și distribuit Fangoria's Blood Drive, două compilații pe DVD de filme scurte  de groază premiate.

## Lansări
Fangoria Films
- Mindwarp (1990)
- Children of the Night (1991)
- Severed Ties (1992)

Fangoria Presents
- Wilderness (1996)
- I, Zombie: A Chronicle of Pain (1998)
- Lady of the Lake (1998)
- Angel of the Night (1998)
- School's Out (1999)
- Slashers (2001)
- Eternal Blood (2002)
- One Hell of a Christmas (2002)
- Fangoria's Blood Drive (2004)
- Fangoria's Blood Drive II (2005)

Fangoria's Gorezone
- The Last Horror Movie (2003)
- Dead Meat (2004)
- Skinned Deep (2004)
- Joshua (2006)
- Insecticidal (2006)

Fangoria Frightfest
- Fragile (2005)
- Grimm Love (2006)
- Pig Hunt (2008)
- The Haunting (2009)
- Dark House (2009)
- Hunger (2009)
- The Tomb (2009)
- Road Kill (2010)

Fangoria Presents (relansare)
- Axed (2012)
- Inhuman Resources (2012)
- Entity (2012)
- Sin Reaper (2012)
- Germ Z (2012)
- Omnivores (2013)
- Corpsing (2013)

Fangoria Films (relansare)
- Puppet Master: The Littlest Reich (2018)

## Legături externe
- https://fangoria.com/ Site-ul oficial